# Sasha Lopez
Sergiu Istrate (n. 17 octombrie, Chișinău), cunoscut după numele de scenă Sasha Lopez, este un muzician, compozitor, DJ și producător muzical român originar din Republica Moldova, care în prezent locuiește și activează în București, România.

## Biografia și cariera
De muzică s-a apucat din copilărie, iar la vârsta de 17 ani a devenit DJ profesionist în clubul „Star Track” din Chișinău. Au urmat cluburile "CITY”, ”PEOPLE” și "Studio”, cluburi de top din capitala Republicii Moldova. A terminat Liceul de Muzică și apoi a absolvit Facultatea de Management de la ASEM.
În 2006, împreună cu DJ Nash, a pus bazele proiectului Studio One, iar un an mai târziu și-a mărit formula cooptând-o pe Tania Cergă ca solistă. Studio One a reușit în scurt timp să aibă mult succes, depășind granițele României. Single-ul lor “Everytime” a intrat repede în topurile internaționale de specialitate și a fost inclus pe celebra compilație a label-ului Ministry of Sound 2008. Piesa lor de debut ”Cheamă-mă, atinge-mă” a devenit într-un timp scurt Nr.1 la PRO FM și Kiss FM (România).
Proiectul ”Studio One” a colaborat cu numeroase nume celebre din muzica românească, printre care DJ Tom Boxer pentru “Lose Control”, Fly Project pentru “Wonder Girl”, Vali Bărbulescu pentru “Send Your Love” și Edward Maya la “Out of Love”.
În 2010 Sergiu Istrate decide să se mute la București. S-a lansat cu un nou proiect - SASHA LOPEZ. Într-un interviu el a spus că ideea acestui nume i-a oferit-o Tudor Ionescu de la Fly Project, cu care este prieten.
Tot în 2010 Sasha Lopez a scos piesa  „MADAM”, feat Anda Adam. Cel de-al doilea single al său - “All My People” , a devenit cea mai difuzată piesă românească de la sfârșitul anului 2011, conform Mediaforest Romania. La scurt timp, a ajuns numărul 1 în peste 20 de țări din Europa, Canada, America Latină și Asia.
Până la finele anului 2013 Sasha Lopez a reușit să adune 200 milioane de vizualizări pe YouTube, două discuri de aur: în Canada și Japonia; și peste o jumătate de milion de copii de single-uri digitale vândute cu ”All My People”. În anul 2012, Carnavalul de la Rio a fost deschis pe melodia sa “All my people”.
Au urmat colaborări cu nume celebre ca Radio Killer (pentru ”Perfect Day”), Tony T (ex-RIO) și Big Ali. A fost nominalizat la Romanian Music Awards 2013 la categoria „Cel mai bun DJ”, pentru piesa „Beautiful Life”, înregistrată în colaborare cu Tony T. și Big Ali.
În 2015, piesa sa ”Kiss U” a ajuns numărul 1 în Italia și Spania, aceasta fiind și prima piesă scoasă la o nouă casă de discuri - Global Records.Tot în 2015 "Koukou Move" este în toate topurile din Asia, piesa ajungând virală pe YouTube cu un dans fun și repetat de toți copiii worldwide.
2019 - Piesa Sun ajunge nr. 1 în Bulgaria, top 5 Grecia și top 3 Shazam. 
2020 - Sasha Lopez feat Tobi Ibitoye - Sun devine cea mai difuzată piesă din Bulgaria. 
2020 - Piesa Smoke Me feat Misha Miller ajunge nr. 1 în Shazam Chart Romania și devine și nr. 1 în Turcia, Grecia, Bulgaria.

## Discografie
Single-uri
- 2011 - Madam feat Anda Adam
- 2011 - All My People
- 2012 - Weekend feat Ale Blake & Broono
- 2012 - Everybody Feels Alright
- 2013 - Perfect Day feat Radio Killer
- 2013 - Beautiful Life feat Tony T & Big Ali
- 2014 - Kiss U feat Ale Blake & Broono
- 2014 - Girls Go La
- 2015 - Catch U feat Angelika Vee
- 2015 - Koukou Move
- 2015 - Sick Love feat Evan
- 2015 - Moments feat Ale Blake & Broono
- 2016 - Universe feat Ale Blake
- 2017 - Vida Linda
- 2018 - Feeling Good ft. Ale Blake & Evan
- 2019 - Sun feat Tobi Ibitoye & Diotic
- 2020 - Smoke Me feat Misha Miller

## Legături externe
- Site oficial Arhivat în 16 aprilie 2014, la Wayback Machine.
- Sasha Lopez Arhivat în 16 aprilie 2014, la Wayback Machine. pe bestmusic.ro
- Biografia lui Sasha Lopez pe vedeteblog.com
- Videoclipuri cu Sasha Lopez[nefuncțională]
- Pagină oficială pe Facebook